# Welcome to Acapulco
Welcome to Acapulco es una película de comedia y acción, dirigida por Guillermo Iván ambientada en Acapulco. El filme tiene un reparto de lujo: Michael Madsen, William Baldwin y Paul Sorvino. Se estrenó en todo el mundo a finales del 2018.

## Sinopsis
Cuando Matt Booth viaja al extranjero para celebrar su propia boda, no podría haber imaginado el peligroso mundo en el que estaba a punto de entrar. Traicionado, Matt se encuentra huyendo de la CIA que ha contratado a mercenarios, todos buscando un paquete que supuestamente él mismo había traído de contrabando a través de la aduana. Matt es ayudado por la agente Adriana Vasquez, una mujer fatal.

## Reparto
- William Baldwin   como Drake Savage.
- Michael Madsen   como Hyde.
- Bradley Gregg  como Anthony.
- Ana Serradilla   como Adriana Vazquez.
- Mike Kingsbaker  como Mathew Booth.
- Ana Layevska   como Miss Stark.
- Paul Sorvino    como Campbell.